# جوزيف ريد (محامي أمريكي)
جوزيف ريد (بالإنجليزية: Joseph Reed)‏ هو قاضي ومحامي أمريكي، ولد في 27 أغسطس 1741 في ترنتون في الولايات المتحدة، وتوفي في 5 مارس 1785 في فيلادلفيا في الولايات المتحدة.